# Creuzet
Creuzetul este un instrument de laborator din metal, sticlă sau adesea din porțelan, care se folosește la a mărunți sau zdrobi un compus omogen sau o substanță. Materialul din care este fabricat acest obiect de laborator este adesea mai rezistent, mai ales la căldură.

## Istoric

### Tipologie și cronologie
Forma creuzetelor a variat de-a lungul timpului, aceasta având legătură cu scopul pentru care era fabricat obiectul și varia odată cu regiunea din care proveneau. Creuzetele ajută la prevenirea căldurii și astfel este prevenită afectarea soluției conținute. Cele mai timpurii forme de creuzete au apărut din Mileniul al șaselea sau al cincilea î.Hr. în Europa de Est și Iran.

### Calcolitic
Creuzetele folosite pentru topirea cuprului erau în general vase de mică mărime fabricate din argila ce nu are proprietăți refractare. Această argilă este asemănătoare cu ceramica utilizată în zilele noastre. În timpul perioadei Calcoliticului, creuzetele erau încălzite de vârf cu ajutorul țevilor suflătoare. Creuzetele din ceramică ce provin din această perioadă au avut diferite elemente suplimentare ca mânerele și orificiile de scurgere, devenind astfel mai ușor de manevrat și de turnat din ele. Exemplare timpurii de astfel de creuzete pot fi văzute în Feinan, Jordan.

### Epoca de fier
Utilizarea creuzetelor în Epoca de fier a rămas asemănătoare cu cea din Epoca de bronz când topiturile de cupru și staniu era folosite pentru a produce bronz. Designul acestora a rămas asemănător în cele două epoci.